# Maytown (Alabama)
Maytown es un pueblo ubicado en el condado de Jefferson en el estado estadounidense de Alabama. En el censo de 2000, su población era de 435 habitantes.

## Demografía
En el año 2000 la renta per cápita promedia del hogar era de $ 42.083$, y el ingreso promedio para una familia era de 44.038$. El ingreso per cápita para la localidad era de 15.125$. Los hombres tenían un ingreso per cápita de 31.250$ contra 22.250$ para las mujeres.

## Geografía
Maytown está situado en 33°33′13″N 86°59′40″O / 33.55361, -86.99444 (33.553498, -86.994471).
Según la Oficina del Censo de los EE. UU., la ciudad tiene un área total de 2.74 millas cuadradas (7.09 km²).